# Upplands runinskrifter 415
Upplands runinskrifter 415, med signum U 415, är ett vikingatida runstensfragment av granit i Norrsunda kyrka, Norrsunda socken och Sigtuna kommun. U 415 är inmurat i kyrkans västra gavelvägg. Fragmentet var försvunnet under rappningen och inga uppgifter om det fanns sedan 1727, men det återfanns 1984 vid utvändiga arbeten på kyrkan. Ristningsytan är 70 gånger 63 centimeter och runhöjden 7 centimeter. Sannolikt utgör fragmentet den nedre högra delen av en runsten och den bevarade ristningen utgör slutet på inskriften. Även fragmentet U 416 återfanns vid kyrkorenoveringen 1984.

## Inskriften
Translitterering av runraden:
... ...ur sin
Normalisering till runsvenska:
... [fað]ur/[broð]ur sinn.
Översättning till nusvenska:
... hans fader/broder.